# Gerhard Piontek
Gerhard Piontek (* 26. Dezember 1939 in Lutherstadt Wittenberg) ist ein deutscher Politiker (SPD). 

## Leben
Von 1980 bis 1989 war er Bürgermeister und amtierte zudem als Baudezernent der Stadt Kaiserslautern. 1989 wurde er erstmals zum Oberbürgermeister gewählt. In seiner Amtszeit wurde unter anderem das Industriegebiet Nord in der Stadt angesiedelt. Die Planung der Landesgartenschau im Jahr 2000 fand ebenfalls in Pionteks Amtszeit statt. Über die Stadtgrenzen hinaus leistete er Hilfe beim Aufbau lokaler Finanzverwaltungen in Südafrika, Afghanistan und Palästina.
Im März 1999 verlor er die Wiederwahl gegen den CDU-Herausforderer Bernhard J. Deubig. 2010 wurde er für sein Wirken mit der Goldenen Stadtplakette der Stadt Kaiserslautern ausgezeichnet.
Seit 1982 ist Piontek Vorsitzender des ASB-Kreisverbands Kaiserslautern.